# Jan Boll (burgemeester)
Jan Boll (Rysum (Oost-Friesland), 12 maart 1899 - Haarlem, 6 september 1965) was tussen 23 april 1942 (installatie 30 mei) en 8 mei 1945 NSB-burgemeester van Zaltbommel.

## Levensloop
Boll kwam uit een gereformeerd gezin waarvan de vader Nederlands was en de moeder Duits. Hij deed, ofschoon hij liever zendeling was geworden, aan evangelisatie in de Amsterdamse volkswijk de Jordaan. Wat betreft politieke gezindheid, was hij oorspronkelijk op de hand van de ARP maar deze gereformeerde partij viel hem tegen. 
In 1933 werd Boll lid van de NSB. Dit lidmaatschap gaf hij korte tijd op omdat zijn functie als radioverkoper te Bodegraven in gevaar kwam maar na de Duitse inval van mei 1940 werd hij al spoedig weer lid. Twee jaar later solliciteerde hij zonder succes op vele burgemeestersfuncties.
Jan Boll werd in 1942 door Beauftragte Schneider gevraagd als burgemeester van Zaltbommel, omdat de NSB in het rivierengebied weinig vertegenwoordigd was. Als burgemeester ontpopte hij zich als een gewillig werktuig van de Duitse bezetter. Hij deed in eigen persoon mee aan razzia's en huiszoekingen bij vermoedelijke tegenstanders van de bezetter en bij Joden. De eigendommen van de slachtoffers van deze vervolgingen werden door hem zelf verkocht. Anderzijds nam hij het op voor gemeentepersoneel dat bij de Duitsers in diskrediet was geraakt. Zo moest hij zich bij SS-generaal Hanns Albin Rauter melden omdat hij het voor de door de Duitsers opgepakte marechausseecommandant Willem Loor, die stakingsleiders weigerde op te pakken, opnam.
Na Dolle Dinsdag (5 september 1944) vluchtte hij op 19 september. Op 25 september werd hij met onmiddellijke ingang ontslagen door minister Jaap Burger van de Nederlandse regering in ballingschap, dit bericht heeft hem waarschijnlijk nooit bereikt. Hij ging naar de Achterhoek waar hij tot burgemeester van Wisch werd benoemd wat hij tot 1 januari 1945 zou blijven. Daarna keerde hij terug naar Zaltbommel en werd Boll in de laatste maanden van de oorlog ook - waarnemend - burgemeester van de nabijgelegen gemeenten Ammerzoden, Hedel, Hurwenen, Kerkwijk, Maasdriel en Rossum. Hij werd op 7 mei 1945 afgezet en gevangen genomen door de Binnenlandse Strijdkrachten. Door het Bijzonder Gerechtshof werd hij op 18 maart 1949 veroordeeld tot 7,5 jaar gevangenisstraf.